# Чемпионат Европы по шоссейному велоспорту 2016 — групповая гонка (мужчины до 23 лет)

Групповая гонка среди мужчин до 23 лет на Чемпионате Европы по шоссейному велоспорту прошла 17 сентября 2016 года.  Дистанция составила 150,7 км. Для участия в гонке были заявлены 159 спортсменов. На старт вышли 158, из которых финишировал 121 участник.

Титул чемпиона Европы  завоевал белорусский спортсмен Александр Рябушенко, показавший время 3ч 32' 43". На втором месте велогонщик из Бельгии Бьорг Ламбрехт, на третьем -  итальянец Андреа Вендраме, показавшие одинаковое время с победителем.

### Итоговая классификация
| Место | Участник              | Страна           | Время      |
| ----- | --------------------- | ---------------- | ---------- |
| 1 -   | Александр Рябушенко   | (Белоруссия)     | 3ч 32' 43" |
| 2 -   | Бьорг Ламбрехт        | (Бельгия)        | + 0"       |
| 3 -   | Андреа Вендраме       | (Италия)         | + 0"       |
| 4     | Бенуа Конфруа         | (Франция)        | + 0"       |
| 5     | Габриэль Клэйг        | (Великобритания) | + 0"       |
| 6     | Филиппо Ганна         | (Италия)         | + 0"       |
| 7     | Винченцо Альбанезе    | (Италия)         | + 0"       |
| 8     | Кевин Генитц          | (Люксембург)     | + 0"       |
| 9     | Пшемыслав Касперкевич | (Польша)         | + 0"       |
| 10    | Патрик Мюллер         | (Швейцария)      | + 0"       |
|       |                       |                  |            |
| 18    | Павел Сиваков         | (Россия)         | + 0"       |
| 54    | Артём Ныч             | (Россия)         | + 39"      |
| 56    | Николай Черкасов      | (Россия)         | + 51"      |
| 75    | Александр Власов      | (Россия)         | + 3' 11"   |
| 99    | Александр Куликовский | (Россия)         | + 7' 52"   |
| НФ    | Сергей Розин          | (Россия)         |            |